# Aghori
Aghori (dewanagari: अघोरी, trl. aghorī) – tantryczny kierunek ascetyczny, hinduistyczna tradycja wskazująca na postać Kina Rama z Varanasi lub na Brahma Giri (ucznia Gorakhnatha) jako na założyciela. Szczególnie tajemnicza społeczność znana z tego, że żyje na cmentarzach, pokrywa powierzchnię ciała prochami ze stosów pogrzebowych oraz używa ludzkich kości do swoich rytuałów. W Indiach powszechny jest pogląd o ich cudownych umiejętnościach magicznych (siddhi) i prowokujących ekscentrycznych zachowaniach. Inicjowani adepci tej ścieżki to agoripanthinowie (od Aghori Panth – drogi aghorich). Współcześnie tą drogą duchowego rozwoju podąża niewielka grupa zaawansowanych ascetów, najpopularniejszym był posiadający uczniów w USA Aghoreśwar Baba Bhagwan Ram.

## Etymologia nazwy
Nazwa pochodzi od rzeczownika घोर ghora „strach” z przeczącym przedrostkiem a- oraz końcówką przymiotnikową -i, a więc nazwa aghori etymologicznie znaczy tyle co „nieustraszony”. Związane to było z typowymi dla członków sekty zachowaniami, wymagającymi przezwyciężenia lęku i obrzydzenia, co miało wedle ich wierzeń dawać moce magiczne. Sprawiło to, że sami z kolei zaczęli budzić lęk i obrzydzenie związane z naruszaniem silnego w hinduizmie tabu nieczystości, stąd w późniejszym sanskrycie oraz w hindi słowo अघोरी aghori znaczy brudny, nieczysty, obrzydliwy. (Inna nazwa to Aughar औघड़).

## Geneza
Uważa się, że ruch aghorich powstał poprzez oddzielenie od zakonu kapalików w XIV n.e.
Mimo że są podobni do tych ascetów ze średniowiecznego Kaszmiru, niektórzy z nich nauczają o zapoczątkowaniu tradycji przez Kina Rama, sławnego ascetę z Varanasi, który – jak podają – żył 150 lat i umarł w drugiej połowie XVII w.
Uważają Kina Ramę za inkarnację hinduistycznego boga Śiwy. Swami Rama powołuje się też na ich opisy zawarte w Atharwawedzie.

## Doktryna
Zasadniczo aghori są wyznawcami uznającymi powszechną hinduistyczną wiarę w wyzwolenie (moksza) z cyklu reinkarnacji (samsara). To wyzwolenie jest zrealizowaniem własnej tożsamości z Absolutem. Ze względu na monoteistyczną doktrynę aghori utrzymują, że wszystkie przeciwieństwa są identyczne i że konwencjonalna hinduistyczna różnica pomiędzy czystością i nieczystością jest ostatecznie iluzyjna. Celem oczyszczania poprzez różne praktyki, jest realizacja niedualności poprzez transcendencję społecznych tabu, oraz poprzez dostrzeżenie iluzorycznej natury wszystkich konwencjonalnych kategorii.
Zasadniczo Aghori opierają swoje przekonania na dwóch zasadach:
- pierwsza to, że bogowie są doskonali.
- druga to, że bogowie są odpowiedzialni za wszystko, każdy kamień, drzewo, zwierzę i nawet każdą myśl. Stąd wywodzą tezę, że wszystko co istnieje, musi być też doskonałe i zaprzeczenie tej doskonałości wszystkiego byłoby zaprzeczeniem natury bogów.

Z tego powodu aghori znani są z udowadniania swoich przekonań, poprzez prowokacyjne, jak i trudne w bezpośrednim odbiorze, postępowania oraz z tego, że znajdują piękno i doskonałość w obiegowych tabu, jak na przykład nekrofagii.
Mięso takie, często z rozkładających się zwłok, pozyskują z pól kremacyjnych lub wyławiają z rzek, gdzie tradycyjnie wrzuca się niedopalone pozostałości ze stosów pogrzebowych.

## Transmutacja materii
Swami Rama podaje też, że jest to ezoteryczna ścieżka rozwoju oparta na energii wyższego rzędu niż prana, tworzącą pomost pomiędzy „życiem tu i tym, co jest po śmierci”, służącą również uzdrawianiu.
Zdaniem Pandita R. Tigunait mistyczne moce (siddhi) demonstrowane przez mistrzów tej tradycji wywodzą się z kultu ognia („surja widźńana”, Surja) i praktyk dotyczących ćakry manipura.

## Kult
Asceci aghori są najczęściej w literaturze Zachodu określani jako wyznawcy hinduistycznego boga Śiwy. R. E. Svoboda podaje za swoim guru aghorim Wimalanandą, że najwyższym bóstwem tej tantrycznej ścieżki jest Boska Matka (Adiśakti).
Podobny pogląd przedstawia Mircea Eliade, wzmiankując o ich kulcie Śitala Dewi, Parnagiri Dewi i Kali.

## Symbolika
Asceta aghori wzoruje się na Śiwie. Chodzi nago lub nakłada na siebie całun ze zwłok. Ciało pokrywa popiołem z miejsc kremacyjnych – które są nieczyste według ortodoksyjnych braminów. Jego rytualne praktyki są symbolami niedualnych przekonań. Zwłoki nad którymi medytuje to symbol jego własnego ciała, a rytuał spożywania mięsa ciał zmarłych jest symbolem transcendencji jego niższej tożsamości oraz dowodem realizacji wyższej, wszechprzenikającej jaźni.

## Towarzystwo psa
W opinii społecznej aghori spożywają pożywienie uważane za nieczyste, analogicznie, jak i psy. Część źródeł podaje, że guru aghorich zawsze towarzyszy pies. Pies jest tradycyjnie wahaną (symbolicznym wierzchowcem) straszliwego aspektu Śiwy, zwanego Bhajrawa.

## Odejście
Zrealizowany aghoripanthin, to taki który medytując przekroczył dualizm życia i śmierci i jest już za życia „żywym trupem” oraz całkowicie nieoddzielnym i tożsamym z Śiwą. Takich guru nie kremuje się w tradycyjny indyjski sposób, lecz grzebie ułożonych w pozycji medytacyjnej w specjalnym pojemniku. Następnie powyżej buduje się świątynię mahasamadhi.

## Liczebność
Pod koniec dziewiętnastego wieku było około 200–300 ascetów aghori w Waranasi. Obecnie aghori mają dużą świecką popularność i wiernych hinduistów z klasy średniej. Mają również wyznawców z Zachodu.

## Centra kultu
- Najbardziej znaną akhadą aghorich jest pustelnia Kina Ramy w Waranasi. Świątynia mahasamadhi (grobowa), Kina Ramy jest centrum pielgrzymkowym dla aghorich i ich wielbicieli.
- Kolejne centrum to Aghor sodh sansthan, w Ravindrapuri w Waranasi.
- Jednakże każde miejsce kremacji (śmaśana) będzie uświęcone i odpowiednie dla ascetów aghori, bowiem ich doktryna uznaje cały świat za jedno wielkie pole kremacyjne.

## Literatura przedmiotu
- Anna Dhallapiccola: Dictionary of Hindu Lore and Legend. Brak numerów stron w książce
- B.D. Tripathi: Sadhus of India. The Sociological View. Varanasi: Pilgrims Publishing, 2004. ISBN 81-7769-209-7. Brak numerów stron w książce
- Sadhus, Holy Men of India, Published by Thames & Hudson, UK, ISBN 0-500-27735-4.
- Sadhus, India’s Mystic Holy Men, Published by Inner Traditions, USA, ISBN 0-89281-454-3.